# 10807 Uggarde
10807 Uggarde (1993 FT4) là một tiểu hành tinh vành đai chính. Its name refers to Uggarde Rohr, the largest ancient cairn ngày the Swedish island thuộc Gotland.